# 218.ª Divisão de Infantaria (Alemanha)
A 218ª Divisão de Infantaria (em alemão:218. Infanterie-Division) foi uma unidade militar que serviu no Exército alemão durante a Segunda Guerra Mundial.

## Comandantes
| Comandante                                   | Data                                         |
| -------------------------------------------- | -------------------------------------------- |
| Generalleutnant Woldemar Freiherr Grote      | 1 de setembro de 1939 - 1 de janeiro de 1942 |
| Generalleutnant Horst Freiherr von Uckermann | 1 de janeiro de 1942 - 20 de março de 1942   |
| Generalleutnant Viktor Lang                  | 20 de março de 1942 - 25 de dezembro de 1944 |
| Generalmajor Ingo von Collani                | 25 de dezembro de 1944 - 1 de maio de 1945   |
| Generalleutnant Werner Ranck                 | 1 de maio de 1945 - 8 de maio de 1945        |

## Oficiais de operações
| Oberstleutnant Kremling        | 1939-1939                                                  |
| Major Otto Zeltmann            | 12 de novembro de 1939-20 de abril de 1940                 |
| Major von Bodenhausen          | ?-?                                                        |
| Major Leo Hepp                 | 21 de janeiro de 1942-16 de março de 1942 (Ferido em ação) |
| Oberst Hans-Günther Leutheußer | 22 de março de 1942-25 de agosto de 1943                   |
| Oberstleutnant Helmut Picot    | 25 de agosto de 1943-25 de agosto de 1944                  |
| Major Siegfried Ahollinger     | 25 de agosto de 1944-1945                                  |

## Área de operações
| Polônia                       | setembro de 1939 - maio de 1940    |
| Alemanha                      | maio de 1940 - maio de 1941        |
| Dinamarca                     | maio de 1941 - dezembro de 1941    |
| Frente Ocidental, setor norte | dezembro de 1941 - outubro de 1944 |
| Bolsão de Kurland             | outubro de 1944 - maio de 1945     |